# Elysius anomala
Elysius anomala là một loài bướm đêm thuộc phân họ Arctiinae, họ Erebidae.